# بارت فان براكل
بارت فان براكل (بالهولندية: Bart van Brakel)‏ (5 أبريل 1987 بفاخينينجن في هولندا - ) هو لاعب كرة قدم هولندي في مركز الوسط. لعب مع إف سي آيندهوفن وإن إي سي نيميخن ودين بوستش ونادي كامبور وتوب أوس.

## وصلات خارجية
- بارت فان براكل على موقع قاعدة بيانات كرة القدم.إي يو (الإنجليزية)
- بارت فان براكل على موقع Soccerway.com (الإنجليزية)